# HD 156411 b
HD 156411 b (noto anche come HIP 84787 b e ufficialmente chiamato Sumajmajta) è un pianeta extrasolare che orbita attorno alla stella di sequenza principale di tipo G HD 156411, situata a circa 179 anni luce di distanza nella costellazione dell’Altare. Questo pianeta ha almeno tre quarti della massa di Giove e impiega circa 2,6 anni per orbitare intorno alla stella, ha un semiasse maggiore di 1,81 UA e un'eccentricità di 0,22. Questo pianeta è stato rilevato da HARPS il 19 ottobre 2009, insieme ad altri 29 pianeti.
Il pianeta HD 156411 b è chiamato anche Sumajmajta. Il nome è stato scelto nella campagna NameExoWorlds dal Perù, durante il 100° anniversario della UAI. Sumaj Majta era metà della coppia coinvolta in una tragica storia d'amore Way to the Sun di Abraham Valdelomar.